# Pedro Olalla
Pedro Manuel Olalla (La Trinidad, Tucumán; 20 de noviembre de 1962) es un exfutbolista argentino que jugaba como delantero.

## Carrera

### Sportivo Trinidad
Olalla se formó y debutó en Sportivo Trinidad, club de su ciudad natal.

### Concepción
Llegó a Concepción en 1984 y fue parte de un gran equipo, del club del sur de Tucumán. En 1985 participó en la liguilla pre libertadores, donde cayó ante Vélez.
En el final de su carrera volvió al club, disputó el Torneo Argentino A 1995-96 y se retiró del fútbol. 

### Deportivo Español
En 1986 llegó a Deportivo Español de la Primera División. En el gallego jugó solamente una temporada.

### Atlético Tucumán
En 1987 regresa a su provincia para jugar en Atlético Tucumán. En el decano disputó 58 partidos, en sus dos temporadas en el club.

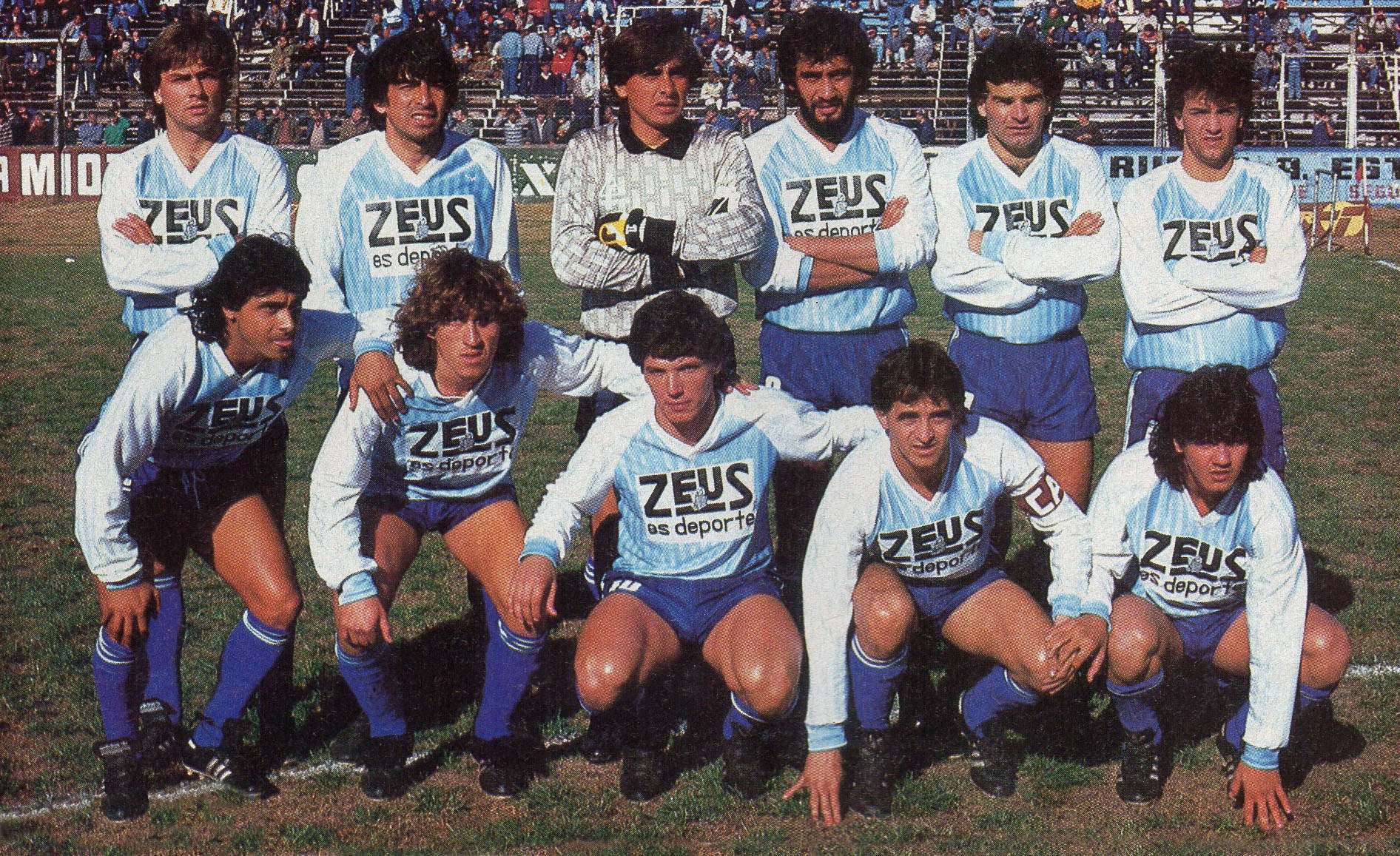
Formación de Atlético Tucumán 1987.

### Unión Magdalena
Para 1989 tendría su primera experiencia fuera de su país, en Unión Magdalena de Colombia.

### Bucaramanga
En 1990 llega a Bucaramanga, para tener una de sus mejores temporadas. Bucaramanga terminó en tercer lugar del Campeonato Colombiano y Olalla fue el segundo máximo goleador del torneo.

### América de Cali
En 1991 llega a América de Cali, donde seria subcampeón por detrás de Atlético Nacional y jugó la Copa Libertadores, en dónde terminó primero en su grupo y avanzó a la siguiente fase, donde eliminó a Deportes Concepción de Chile, pero fue eliminado por Atlético Nacional en cuartos de final. A mitad de año volvió a Argentina.

### Belgrano
Volvió a Argentina para vestir la camiseta de Belgrano, en el pirata jugó el Apertura 1991.

### Deportivo Cali
Olalla retornó al fútbol colombiano, para jugar en Deportivo Cali. En el club caleño terminó tercero del Campeonato Colombiano, en lo que sería su último paso por el fútbol de aquél país.

## Clubes
| Club              | País      |
| ----------------- | --------- |
| Sportivo Trinidad | Argentina |
| Concepción        | Argentina |
| Deportivo Español | Argentina |
| Atlético Tucumán  | Argentina |
| Unión Magdalena   | Colombia  |
| Bucaramanga       | Colombia  |
| América de Cali   | Colombia  |
| Belgrano          | Argentina |
| Deportivo Cali    | Colombia  |